# 5390 Хуейчімін
5390 Хуейчімін (5390 Huichiming) — астероїд головного поясу, відкритий 19 грудня 1981 року.
Тіссеранів параметр щодо Юпітера — 3,797.